# فرنسيون
الفرنسيون أو الفرنسيس (بالفرنسية: Français) هي مجموعة عرقية، التي تم تحديدها مع دولة فرنسا. وقد يكون هذا الارتباط عرقياً أو قانونياً أو تاريخياً أو ثقافياً.
تاريخياً يعود معظم تراث الشعب الفرنسي معظمهم إلى الكلت، والشعب الجرماني و
الأصول الرومانية، وينحدرون من سكان العصور القديمة والقرطوسيَّة من الغال، والليغوريين، والشعوب الإيطالقية، والأيبيريين، والفرنجة، وألامانيين والشماليون. ولطالما كانت فرنسا خليطاً من العادات المحلية والاختلافات الإقليمية، وفي حين أن معظم الفرنسيين لا يزالون يتحدثون في اللغة الفرنسية كلغتهم الأم، الا أن لغات مثل النورمندية والأوكسيتانية والكتالونية والكورسيكية والبريتانية والبشكنشية والألزاسية لا تزال منطوقة في مناطقهم. اللغة العربية شائعة على نطاق واسع، ويمكن القول أنها أكبر لغة أقلية في فرنسا اعتبارًا من القرن الحادي والعشرين (وهو المكان الذي كانت تحتفظ به البريتانية والأوكسيتانية سابقاً). تقليدياً يعتنق أغلب الفرنسيين المسيحية دينًا على مذهب الرومانية الكاثوليكية.
المجتمع الفرنسي الحديث هو قدر صهر. من منتصف القرن التاسع عشر، شهدت فرنسا نسبة عالية من الهجرة، تكونت بشكل رئيسي من العرب والبربر، الأفارقة من جنوب الصحراء، والصينيين والشعوب الأخرى القادمة من أفريقيا والشرق الأوسط وشرق آسيا. دعت الحكومة الفرنسية، التي تعرف فرنسا على أنها أمة شاملة مع القيم العالمية، إلى الإستيعاب داخل الثقافة الفرنسية والتي تتوقع من المهاجرين الالتزام بالقيم الفرنسية والمعايير الثقافية. في الوقت الحاضر، في حين أن الحكومة قد سمحت للقادمين الجدد بالاحتفاظ بثقافاتهم المميزة منذ منتصف الثمانينات من القرن العشرين، وتطلب منهم مجرد الاندماج، لا يزال المواطنون الفرنسيون يساوون جنسيتهم مع المواطنة كما يفعل القانون الفرنسي.
بالإضافة إلى البر الرئيسى لفرنسا، يمكن العثور على مجتمعات من الفرنسيين والأشخاص المنحدرين من أصل فرنسي على المستوى العالمي، منها في المقاطعات والأقاليم ما وراء البحار الفرنسية مثل الأنتيل الفرنسية، وفي البلدان الأجنبية ذات المجموعات السكانية الناطقة بالفرنسية وغيرها من الدول مثل سويسرا، والولايات المتحدة، وكندا، وبلجيكا، والأرجنتين، والبرازيل، وتشيلي والأوروغواي.

## المقيمون والمواطنون
بحسب الفقرة الأولى من الدستور الفرنسي، الفرنسي هو كل من حصل على الجنسية الفرنسية من دون اعتبار الإصل، أو العرق أو الدين. وبالنسبة لمبادئها، فان فرنسا مشرٌعة لكل من تكلم الفرنسية وقبل بفكرة التعايش فيها. والنقاش ما زال دائرا حول تعارض هذه الفكرة مع مبادئ المجتمع الفرنسي.

## تاريخ الفرنسيين
معظم السكان الذين يعيشون في فرنسا هم من أصول الغاليين الرومان أو من الباسك أو من أيبيريا وليغويريين في جنوب فرنسا امتزجوا مع الجرمان زمن الامبراطورية الرومانية والفايكنغ الذين استوطنوا نورمندي في القرن التاسع.
اشتقت كلمة «فرنسا» من كلمة «فرانكيا» التي تعني حرفياً «أرض الفرنجة» نسبةً إلى جماعة جرمانية غربية دحرت الرومان من بلاد الغال.

### الغال
الغال التاريخية هي مناطق غربي أوروبا والتي كانت تشمل فرنسا الحالية، بلجيكا، قسم من ألمانيا وسويسرا وشمالي إيطاليا. سكنها العديد من القبائل التي عرفت بالقبائل الغالية. وهم من اصول القبائل الكلتية التي هاجرت من وسط أوروبا وفرضت هيمنتها على أهل البلاد الاصليين في القرن السابع الميلادي.
احتل الرومان بلاد الغال (51م-58م) بقيادة يوليوس قيصر. وبسبب خمسة قرون من التزاوج تولدت حضارة هجينة عرفت بالغالية الرومانية. واختلطت اللغة الغالية بالاتينية وولدت عدة لهجات تطورت لتصبح اللغة الفرنسية.

### الفرنجة
توسع الفرنجة الجرمانيون على حساب الإمبراطورية الرومانية ودخلوا مناطق بلاد الغال عن طريق نهر الراين. وببداية القرن السادس الميلادي، سيطر الفرنجة الجرمانيون على معظم فرنسا الحالية وذلك بقيادة الملك كلوفس الأول وأولاده، وبذلك أعطى الفرنجة الجرمانيون اسمهم للبلاد.
وفي القرن التاسع، احتل النورمان، وهم من الفايكنغ من هولندا والنرويج، شمال بلاد الغال فيما أصبح تدعى النورماندي. وتزاوج النورمان مع الغاليين وتحولوا إلى المسيحية الكاثوليكية وهم الذين احتلوا إنجلتراا بعد قرنين. وانضمت نورماندي إلى المملكة الفرنسية في العصور الوسطى.

### المملكة الفرنسية
من القرن الخامس عشر وحتى القرن التاسع عشر.
وبعد 900 عام من الغزو النورماني، استقر عددسكان فرنسا بالمقارنة مع بقية شعوب أوروبا وذلك بسبب انخفاض هجرة الفرنسيين إلى أميركا (ما عدا الهكونيتوس). وكانت المهاجرون الفرنسيون وبخاصة الكاثوليك، يتجهون إلى أكاديا في كندا ولويزيانا والتين كانتا مستوطنتين فرنسيتين. كما توجه بعضهم إلى الإنديز الغربية، جزر ماسكارني وإفريقيا.
في 31 ديسمبر 1687 هاجرت مجموعة من الهكونيتوس الفرنسية إلى جنوب أفريقيا واستوطنوا ما عرف بمستوطنة الكايب ومالبسوا أن اندمجوا مع الأفركانا.
وفي عام 1608، أسس شامبلان مدينة كيبيك التي أصبحت عاصمة فرنسا الجديدة في كندا. إلا أن هجرة الفرنسيين كانت ضئيلة. فبحلول م1763، لم يتعد سكان المدينة 65 الف نسمة.
وفي الفترة من 1713 إلى 1787، هاجر 30 الف مستوطن فرنسي إلى سان دومينيك. وحين طردوا من هايتي عام 1808م، توجهوا إلى كوبا واستعمروها.
وبحلول 1800م، وجهت الدعوة إلى الفرنسيين للهجرة إلى الإمبراطورية النمساوية المجرية من قبل عائلة هابسبورغ التي حكمت النمسا، المجز، سلوفاكيا، الصرب ورومانيا. ومنهم نشأت عرق البانات وهم المهاجرون من منطقة اللورين إلى وسط الامبراطورية والذين حافظوا على لغتهم وعاداتهم الفرنسية. وفي عام 1788، كان هناك 8 قرى استوطنوها الفرنسيين.

### الدولة الفرنسية
من القرن التاسع عشر وحتى القرن الحادي والعشرين.

## اللغة

### داخل فرنسا
معظم الفرنسيين يتكلمون الفرنسية كاللغة الأم داخل فرنسا. هناك بعض المهاجرين الذين يتكلمون لغات أخرى فيما بينهم. وفي القديم، كان هناك مجموعات كبيرة تتكلم لغات مختلفة كلغتهم الأم مثل الباسكية، الكورسيكية ولبريتون. فمثلا، في العام 1780، كان نصف سكان فرنسا لا يتكلمون الفرنسية و12% فقط كانو يتقنونها.

### خارج فرنسا
هناك العديد من الشعوب خارج فرنسا يتكلمون الفرنسية وبخاصة في المناطق التي كانت مستعمرة من قبل فرنسا. والجدير بالملاحظة ان التكلم بالفرنسية لا يجعل الشخص فرنسيا. لذلك، يستخدم مصطلح «الفرنكوفون» لدلالة على المتكلمين باللغة الفرنسية. مثلاً سكان جزيرة سانت مارتن فرنسيون بالرغم من تكلمهم الإنكليزية بينما جيرانهم الهاييتيين الذين يتكلمون الفرنسية لا يحملون الجنسية الفرنسية.
وهناك العديد من الاشخاص من اصول فرنسية ولا يتكلمون اللغة. فهم يتكلمون الإنكليزية في شمال اميركا والبرتغالية في جنوبها.

## علم الجينات
في عام 2005، وجد ميكيل بوبروف وربعه أن للفرنسيين نسبة عالية من الجين المطور حديثا ويسمى ASPM haplogroup D. وبالرغم من جهلنا لتأثيراته، الا انه دليل جيد على تطور الاشخاص في عالم اللغويات والابجديات الكتابية".

## التوزع السكاني حسب الأقاليم
تقسم فرنسا مع المقاطعات الخارجية إلى مائة وواحد إقليم. يتصدر إقليم نور القائمة بأكبر تعداد سكاني بلغ 2,576,770 نسمة وفق تعداد السكان القانوني للعام 2010. في حين يتصدر إقليم باريس قائمة أعلى كثافة سكانية حيث بلغت 21,370 نسمة/كم². وتصدر إقليم رون قائمة النمو السكاني بالقيمة المطلقة حيث ارتفع تعداد السكان وفق التعداد القانوني للعامين 2008 و 2010 بمقدار 34,679 نسمة في حين تصدر إقليم مايوت قائمة النمو السكاني النسبي وفق ذات التعداد القانوني حيث كانت نسبة النمو 14.05%.